# Dżadżurrawan
Dżadżurrawan – wieś w Armenii, w prowincji Szirak. W 2011 roku liczyła 176 mieszkańców.